# I-28
El I-28 (イ-28?) fue un submarino portaaviones del Tipo B1 de la Armada Imperial Japonesa que participó brevemente en la Segunda Guerra Mundial entre febrero y mayo de 1942.

## Descripción
El I-28, con un desplazamiento de 2.600 t en superficie, tenía la capacidad de sumergirse hasta 100 m, desarrollando entonces una velocidad máxima de 8 nudos, con una autonomía de 96 millas náuticas a una velocidad reducida de 3 nudos. En superficie, su autonomía era de 14.000 millas náuticas a una velocidad de crucero de 16 nudos, desarrollando una velocidad máxima de 23,6 nudos. Trasportaba un hidroavión biplaza de reconocimiento Yokosuka E14Y conocido por los Aliados como Glen, almacenado en un hangar hidrodinámico en la base de la torre de la vela.

## Historial
En la Segunda Guerra Mundial el I-28 tuvo una breve participación, pues resultó hundido apenas a los tres meses de entrar en servicio. La última comunicación se recibió el 16 de mayo de 1942 cuando se encontraba a 250 millas al NNE de Rabaul, indicando problemas con uno de los motores diésel. Al día siguiente, mientras navegaba a 12 nudos en superficie, el submarino estadounidense USS Tautog le lanzó dos torpedos, quedando deshabilitado por la explosión de uno de ellos. Joseph H. Willingham, el capitán del Tautog escribiría posteriormente en su informe que uno de los torpedos estalló tras sobrepasar al submarino, sin impactar en él pero dañando propulsión y tanques de lastre. Un nuevo torpedo lanzado desde el Tautog hundió al I-28 con toda su tripulación en la posición (6°30′N 152°00′E / 6.500, 152.000), 45 millas al sur de Truk.